# Yao Chia-wen

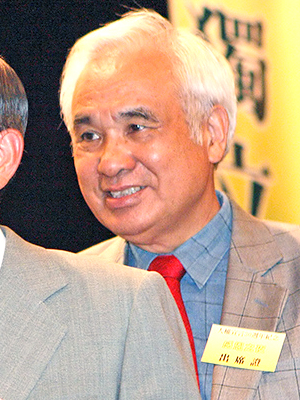
Yao Chia-wen

Yao Chia-wen (chiń. 姚嘉文; pinyin Yáo Jiāwén; ur. 15 czerwca 1938) – tajwański polityk.
Pochodzi z powiatu Zhanghua. Z wykształcenia prawnik, ukończył studia na Tajwańskim Uniwersytecie Narodowym w Tajpej. W latach 1972–1973 wykładał na University of California w Berkeley. Po powrocie na Tajwan zaangażował się w działalność opozycji demokratycznej. W 1975 roku był obrońcą w procesie Kuo Yu-hsina, jednego z twórców ruchu dangwai. Aresztowany w 1979 roku za udział w nielegalnym wiecu opozycji (tzw. incydent Kaohsiung), został skazany na 12 lat pozbawienia wolności. Zwolniony przedterminowo w 1987 roku.
W latach 1987–1988 był przewodniczącym Demokratycznej Partii Postępowej. W latach 1993–1996 zasiadał w Yuanie Ustawodawczym. Od 2002 do 2008 roku był przewodniczącym Yuanu Egzaminacyjnego.